# Feloldási határ
Egy leképező rendszer feloldási határa vagy felbontási határa (angolul limit of resolution [ˈlɪmɪt əv ˌrɛzəˈluʃən]) az a legkisebb d távolság, amely távolságra elhelyezkedő tárgypontok még különálló képpontokként képeződnek le. A feloldóképesség vagy felbontóképesség (angolul resolving power [rəˈzɑlvɪŋ ˈpaʊ(ə)r]) ennek a távolságnak a reciproka. Az átlagos egészséges emberi szem feloldási határa a tiszta látás optimális távolságából (250 mm) 0,1 milliméter, ami szögben egy ívpercnek (1’) felel meg. A kisebb objektumok megfigyeléséhez olyan optikai eszközökre van szükség, amelyek a látószöget növelik. Ilyen az egyszerű nagyítólencse (lupe) is, de a valóban kis méretű (kis látószögű) objektumok megfigyeléséhez összetett optikai rendszerek mikroszkópok (távoli objektumok esetében különböző távcsövek, ill. csillagászati teleszkópok ) szükségesek. Ez a szócikk csak a mikroszkópok felbontóképességét kifejező egyenletet ismerteti.

## A mikroszkópok feloldási határa
Habár az egyszerű geometriai optika szerint az egymáshoz közeli lencsék nagyítása összeszorzódik, ami elvileg korlátlan nagyítást tenne lehetővé, a tapasztalat nem ezt mutatja: bizonyos határon túl a kép méretének növelése már nem tár fel újabb részleteket. Ennek a határnak a létezése a hullámoptika alapján magyarázható.
A képalkotás alapelve szerint egy tárgypontról akkor keletkezik kép, ha a tárgypontból kiinduló (fény)sugarak ismét egy pontban (az úgynevezett képpontban) gyűlnek össze. A következő ábrán egy fókusztávolságon (f) túl elhelyezkedő tárgyról (Object) bikonvex lencsével alkotott valódi kép (Real image) geometriai optika levezetése látható:
Habár csak a könnyen szerkeszthető nevezetes sugármenetek vannak feltüntetve, a tárgypontból kiinduló valamennyi sugár a képpontban gyűlik össze. A geometriai optika nem ad semmiféle iránymutatást a tárgypontból kiinduló sugarak számára, a hullámoptika alapján azonban levezethető, hogy a diffrakció miatt csak meghatározott irányban indulhatnak ki a sugarak. A következő animáción, illetve ábrán egy síkhullámmal „besugárzott” két áteresztő résből álló egyszerű tárgy esetén láthatók a kialakuló sugarak:
Látható, hogy a tárgyat alkotó réseket elhagyó gömbhullámok csak meghatározott irányokban mutatnak konstruktív interferenciát, vagyis csak ezekben az irányokban találkoznak azonos fázisban és ezekben az irányokban hagyják el a lencse által leképezésre felhasználható sugarak a tárgyat. A beeső sugárzás terjedési irányával párhuzamos sugarak neve főmaximum (m = 0), emellett található (mindkét irányban) az elsőrendű mellékmaximum (m = 1; első elhajlási rend), emellett a másodrendű mellékmaximum (m = 2; második elhajlási rend) és így tovább. A leképezés során a célunk az, hogy a diffrakció révén létrejövő sugarak bejussanak a lencsébe. Ha csupán a főmaximum éri el a lencsét, akkor nem jöhet létre kép, hiszen legalább két egyenes szükséges ahhoz, hogy kimessék a képpont helyét. A diffrakciólimitált felbontási határ alapját jelentő Abbe-elv ezért kimondja, hogy a kép létrejöttéhez legalább az elsőrendű mellékmaximumnak be kell jutnia a lencsébe. Amennyiben további mellékmaximumok is bejutnak, az javítja a kép részletgazdagságát. Megjegyzendő, hogy a főmaximum lencsébe jutása nem szükséges a képalkotáshoz, bizonyos mikroszkópkonstrukciók (pl. egyes korszerű konfokális mikroszkópok) ezt ki is használják a detektálási hatásfok növelésére.
A két tárgypont külön képpontként való sikeres leképezéséhez tehát arra van szükség, hogy az első rendben (a fenti ábrán θ1 szögben, a továbbiakban csak θ) elhajlott sugarak még a lencsébe jussanak. Mivel a tárgyból ebben a θ szögben kiinduló egyenesek még pont elérik a lencsét, azt mondjuk, hogy a lencse a tárgyból 2θ szög alatt látszik, vagyis a lencse lencse nyílásszöge (apertúrája) 2θ (a kétszeres szorzóra szimmetriaokok miatt van szükség: a „felfelé” és „lefelé” elhajlott sugaraknak is be kell jutnia a lencsébe). A még éppen a lencsébe jutó sugár θ elhajlási szöge pedig a sugárzásnak a tárgy és lencse közti ʎ hullámhosszától és a két tárgypont d távolságától függ. A következő ábra ezt teszi világossá a két résből kilépő első rendben elhajlott sugarak (l1 és l2) esetében:
Látható, hogy a két sugármenet úthosszának Δl különbsége megegyezik a tárgypontok (rések) közti d távolság és a θ elhajlási szög szinuszának szorzatával (az ábrán szereplő két θ szög egyenlő, mivel merőleges szárúak). Az elsőrendű mellékmaximum viszont azért alakul ki, mert sugármenetek Δl úthosszkülönbsége pont egy hullámhossznyi (λ), így azonos fázisban találkoznak, vagyis:
{\displaystyle \Delta l=\lambda =d\sin {\theta }}
Vegyük azonban figyelembe, hogy λ itt a sugárzás tárgy (minta) és lencse közötti hullámhosszát jelenti, amely függ az ezen térrészt kitöltő közeg törésmutatójától. Ez az összefüggés levezethető a Snellius–Descartes-törvényből:
{\displaystyle n_{2,1}={\frac {n_{2}}{n_{1}}}={\frac {c_{1}}{c_{2}}}={\frac {\lambda _{1}\cdot f}{\lambda _{2}\cdot f}}={\frac {\lambda _{1}}{\lambda _{2}}}}
ahol n2,1 a második közeg elsőre vonatkoztatott törésmutatója, n1, c1, λ1, illetve n2, c2, λ2 pedig rendre az első, illetve második közegbeli törésmutatók, terjedési sebességek és hullámhosszak, az f frekvencia nem függ a közeg törésmutatójától. Amennyiben az egyes közeg vákuum (indexe innentől v; törésmutatója 1), a kettes pedig a tárgy és lencse közti közeg, utóbbi indexálását elhagyva a képlet a következőképpen egyszerűsödik:
{\displaystyle {\frac {n}{n_{v}}}={\frac {\lambda _{v}}{\lambda }}}
{\displaystyle {\frac {n}{1}}={\frac {\lambda _{v}}{\lambda }}}
{\displaystyle \lambda ={\frac {\lambda _{v}}{n}}}
Helyettesítsük ezt az első képletbe λ helyére:
{\displaystyle {\frac {\lambda _{v}}{n}}=d\sin {\theta }}
Fejezzük ki d-t:
{\displaystyle d={\frac {\lambda _{v}}{n\cdot \sin {\theta }}}}
A lencse alakjából fakadóan be kell iktatni még egy 0,61-es korrekciós faktort, hogy megkapjuk az Abbe-képletet:
{\displaystyle d=0,61{\frac {\lambda _{v}}{n\cdot \sin {\theta }}}}
ahol:
d a feloldási (vagy felbontási) határ
ʎv a használt sugárzás vákuumbeli hullámhossza
n a lencse és a tárgy közötti közeg törésmutatója (ez fénymikroszkópnál lehet levegő, illetve víz vagy cédrusolaj-immerzió)
θ a lencse félnyílásszöge (apertúra, rekesz, blende)
n·sinθ neve numerikus apertúra

## A felbontóképesség növelése
Elvileg – az egyenletből következően – két lehetőség van:
Egyik a megvilágító sugárzás hullámhosszának csökkentése, a másik a numerikus apertúra növelése. A fénymikroszkópok modern kutató kategóriáiban ezeket a lehetőségeket a végsőkig ki is használták. Ennek eredményképpen valóban modern, nagy teljesítményű műszerek jöttek létre, amelyek megfelelő kiegészítő rendszerekkel (fotográfia, videokamera, számítógép stb.) ma is nélkülözhetetlen eszközei a kutatásnak és a diagnosztikának. Az optikai törvények szabta határok azonban a hagyományos eszközök továbbfejlesztésével nem voltak meghaladhatóak. Ez vezetett az elektronmikroszkópok kifejlesztéséhez, amelyek a nagyobb felbontóképességért, mind befektetésben, mind az új anyag előkészítési technikák bonyolultsága és költségessége miatti nagyobb kiadásokban megjelenve, a kutatóhelyektől nem kevés áldozatot követelt.

## Jelentősége
A nagyobb felbontóképesség nélkül sem az anyagtudományokban, sem a biológiai tudományokban nem lehetett volna a mai szintre lépni, bár kétségtelen, hogy ehhez nélkülözhetetlen volt a biokémia, biofizika stb. párhuzamos, vagy még gyorsabb ütemű fejlődése is.

## Lásd még
- Fénymikroszkóp
- Transzmissziós elektronmikroszkóp
- Pásztázó elektronmikroszkóp
- Elektronmikroszkópos mikroanalízis